# باشگاه فوتبال ویر
باشگاه فوتبال ویر (به انگلیسی: Ware Football Club) یک باشگاه فوتبال در شهر ویر، هرتفوردشایر، کشور انگلستان است که در سال ۱۸۹۲ میلادی تأسیس شده‌است.